# Karelsk bjørnehund
Karelsk Bjørnehund er en mellemstor hund, der tilhører spidshundefamilien
Den karelske bjørnehund er sort med hvid aftegning i ansigt, på bryst og bug, og tit med hvid halespids. Den er vagtsom og selvstændig, men kan alligevel være en venlig familiehund, der imidlertid ikke altid er helt nem at opdrage.
Racen stammer fra Karelen på grænsen mellem Finland og Rusland, hvor den blev avlet i 1800-tallet.
| Dyr | Spire Denne artikel om dyr er en spire som bør udbygges. Du er velkommen til at hjælpe Wikipedia ved at udvide den. |